# Fixation
Fixation was een Nederlandse punkband beïnvloed door new wave. De band bestond van medio 1994 tot januari 2001.

## Biografie
Fixation werd opgericht medio 1994 door gitarist Bouke Vlierhuis en drummer Emiel Drost, die al samen speelden in de coverband H.E.N.K., aangevuld met bassist-zanger Isaak Heemskerk (Aegisma, Mr Mosh & The Babylonians, Magnetron, State Control). De oorspronkelijke stijl van het trio was oude Britse punk aangevuld met elementen uit de stonerrock en metal. Na opnamen van een eerste vroege repetitie traden gitariste Silvia de Weerdt en zanger Reinier de Wit tot de band toe. In deze samenstelling werd de eerste – titelloze – officiële demo uitgebracht.
Na het vertrek van gitariste Silvia in de zomer van 1995 trad in september Rowin Brugmans tot de band toe. Met zijn komst veranderde het geluid van Fixation. Invloeden uit de new wave deden hun intrede. Hiermee ontstond de stijl waarmee Fixation bekend werd. De tweede demo, Show Me Your Butt, werd eind 1995 opgenomen. In januari 1996 verliet oprichter Bouke Vlierhuis de band en ging Fixation als kwartet door.
In 1996 werd een nieuwe demo met drie nummers uitgebracht (Big Balloon) maar vanwege de slechte geluidskwaliteit ontving deze niet al te positieve recensies. De band betrok in januari 1997 de Harrow Studio te Losser voor opnamen van het eerste volledige album met producer Harry Wijering. Het album The Building kwam uit in april 1997 en de cd-presentatie vond plaats in poppodium/theater Para te Breda, met in het voorprogramma Witte Veder. Later dat jaar speelde de band op het festival Breda Barst, maar er waren voornamelijk optredens in de regio Utrecht. In de Soundacademy te Hilversum werd nog een mini-cd opgenomen, maar deze werd niet uitgebracht wegens een teleurstellende productie. De band verscheen met twee nieuwe, in de Double Noise Studio te Tilburg opgenomen, nummers op de verzamel-cd Realternative samen met bands als Global Exit en Capricorn Sister. De band won een bandwedstrijd in de Parnassos te Utrecht.
Moeilijkheden begonnen voor de band toen drummer Emiel Drost inging op een aanbod om mee te spelen in de nederpopband Abel. Uiteindelijk was het niet meer mogelijk voor Drost om beide bands te combineren en tijdens een optreden in het Utrechtse Stairway to Heaven werd afscheid van hem genomen. De band ging door met drummer Wouter Sterk, maar kort hierop verliet zanger De Wit de band. Als trio namen Brugmans, Sterk en Heemskerk in 2000 nog een mini-cd op en in december 2000 vond het laatste optreden van Fixation plaats in de Willem II te 's-Hertogenbosch.

## Bandleden
- Rowin Brugmans - gitaar, zang
- Isaak Heemskerk - basgitaar, zang
- Wouter Sterk - drums
- Reinier de Wit - zang (1994-1999)
- Bouke Vlierhuis - gitaar (1994-1995)
- Silvia de Weerdt - gitaar (1994-1995)
- Emiel Drost - drums (1994-1999)

## Discografie
- Demo  (eerste demo, 1994)
- Show Me Your Butt (tweede demo, 1995)
- Big Balloon (derde demo, 1996)
- The Building (album 1997)
- Realternative (verzamel-cd 1999)
- The Vuurland Session (MCD 2000)